# Castillo de Atarés

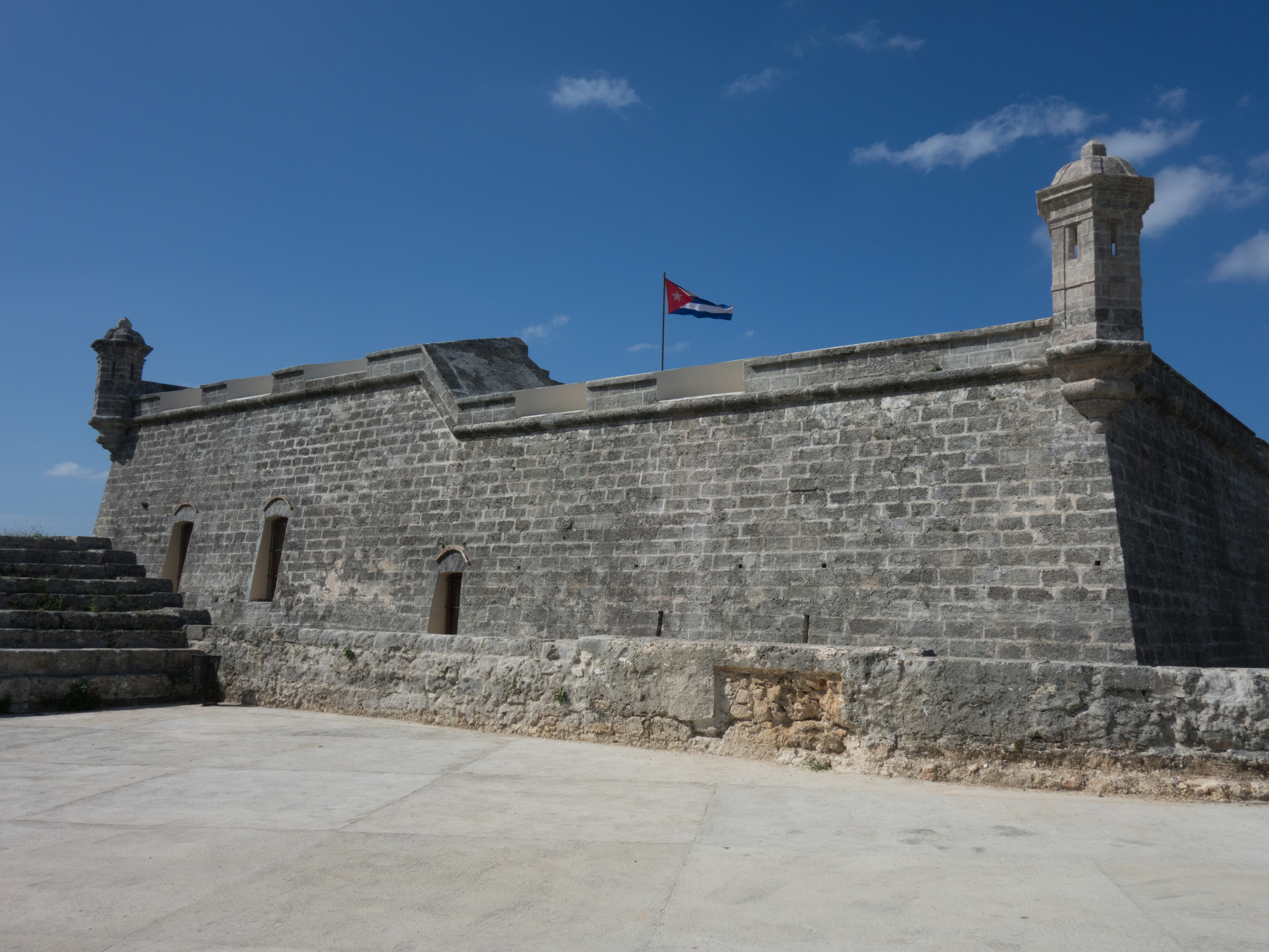
Het kasteel van een andere zijde met erkertorens op de hoeken.

Castillo de Santo Domingo de Atarés of kortweg Castillo de Atarés is een fort in  Havana. Het is gebouwd in de Spaanse imperialistische periode tussen 1763 en 1767. Sinds de bouw is het kasteel gebruikt als militair fort, hoofdkwartier van de presidentiële garde en gevangenis. Op 14 november 2019 opende het als een museum de deuren voor het publiek.

## Aanleiding
Na de Engelse bezetting van Havana in 1762 besloot Spanje de verdediging van Havana te versterken. Aan het toegangskanaal naar de Baai van Havana werd La Cabaña gebouwd ter verdediging van de oostzijde van de stad en het kasteel van Atarés kwam ter verdediging van de zuidkant van de stad.

## Bouw en functies
Het kasteel dankt zijn naam aan de toenmalige gouverneur van het eiland, de graaf van Ricla, wiens ouders de graven van Atarés waren. De bouw stond onder leiding van de ingenieur Silvestre Abarca die samenwerkte met de Belgische ingenieur Agustín Crame.
Het staat op een kleine heuvel op zo’n 30 meter hoog met zicht op de baai. Het heeft de vorm van een onregelmatige zeshoek en er ontbreken bastions. Er is een kleine centrale binnenplaats die omringd wordt door barakken voor de soldaten, magazijnen voor voedsel en voorraden en een wapenkamer. De kanonnen werden opgesteld op de daken en in de buitenmuur. Op de hoekpunten zijn erkertorens van waaruit de wacht zicht heeft op de omgeving. 
Het kwam in gebruik als militair fort, maar het is nooit in een strijd betrokken geweest. Toen de Republiek Cuba werd ingeluid, kreeg het naast de militaire functies ook het hoofdkwartier van de presidentiële garde binnen de muren. Tijdens de dictatuur van president Gerardo Machado was het een gevangenis en werd het een plaats waar tegenstanders werden geëxecuteerd.

## Bloedbad in fort
Op 8 november 1933 werd het fort bezet door zo'n 1000 burgers en militairen die zich keerden tegen de voorlopige regering van Ramón Grau. Vanaf 8 uur in de ochtend van 9 november werd het fort beschoten door het leger met artillerie vanaf land en zee. De rebellen in het fort hadden handwapens, maar waren niet voorbereid op een artilleriebeschieting. Velen raakten gewond of werden gedood door de granaatexplosies. Rond 4 uur in de middag werd het vuur gestaakt en bestormden soldaten het fort. Kort daarna gaven de aanwezigen in het fort zich over. Zo'n 20 gevangenen werden tegen de muur gezet en door de soldaten doodgeschoten.

## Restauratie en museum
Op 14 november 2019 werden de deuren geopend voor het publiek. Het complex is gerestaureerd in samenwerking met de Italiaanse gemeente Vinci. Het is een museum geworden met informatie over de geschiedenis en bouw van het fort en verder is er een expositie van werken van Leonardo da Vinci die verband houden met militaire, fortificatie- en technische thema's.